# Il Golem (film 1915)
Il Golem (Der Golem) è un film muto del 1915 diretto da Henrik Galeen e da Paul Wegener che veste anche i panni della magica creatura che ritorna in vita nel ghetto di Praga. Nel corso degli anni è stato presentato anche col titolo Der Golem und wie er auf die Welt kam, che in realtà è il titolo del sèguito del 1920.
È considerato il primo film sul soggetto della leggenda del Golem; ma la pellicola, essendo andata perduta tranne pochi frammenti, è molto meno celebre de Il Golem - Come venne al mondo, il succitato sèguito che Wegener girò nel 1920 sullo stesso tema.

## Trama
Durante degli scavi nel quartiere ebraico di Praga, alcuni lavoratori scoprono un'enorme statua d'argilla che viene portata in vita da un antiquario grazie a una formula magica trovata in un vecchio libro.
La statua d'argilla, il Golem, diventa servitore dell'antiquario.
Quando il golem, innamoratosi inutilmente della figlia del suo padrone, capisce di non essere altro che un blocco d'argilla, impazzisce e comincia a distruggere tutto ciò che trova.
Alla fine, il gigante d'argilla cade da una torre andando in frantumi.

## Produzione
Il film fu prodotto dalla Deutsche Bioscop GmbH.

## Distribuzione
Il film ebbe una prima mondiale in Germania il 15 gennaio 1915. Uscì anche in Giappone, il 2 dicembre 1916. In Polonia fu distribuito nel 1919, col titolo Golem. Negli Stati Uniti, uscì - distribuito dalla Hawk Film Company - con il titolo The Monster of Fate.